# Cerchez, Cetatea Albă
Cerchez (în ucraineană Черкеси, transliterat: Cerkesî) este un sat în comuna Păpușoi din raionul Cetatea Albă, regiunea Odesa, Ucraina.

## Demografie
Componența lingvistică a localității Cerchez
     Ucraineană (98,01%)
     Alte limbi (1,32%)
Conform recensământului din 2001, majoritatea populației localității Cerchez era vorbitoare de ucraineană (98,01%), existând în minoritate și vorbitori de alte limbi.